# Doina Bălan

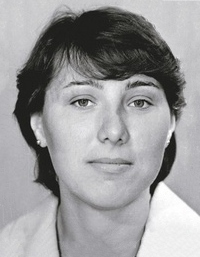
Doina Bălan in den 1980er-Jahren

Doina Liliana Bălan, ab 1990 Doina Liliana Șnep, (* 10. Dezember 1963 in Liteni) ist eine ehemalige rumänische Ruderin, die vier olympische Medaillen und sieben Weltmeisterschaftsmedaillen gewann, darunter vier Weltmeistertitel.

## Sportliche Karriere
Die 1,75 m große Doina Bălan gewann bei den Olympischen Spielen 1984 mit dem rumänischen Achter die Silbermedaille hinter dem US-Boot. Bei den Weltmeisterschaften 1985 gewann der sowjetische Achter vor dem DDR-Boot, beide Boote waren 1984 wegen des Olympiaboykotts nicht am Start. Die Rumäninnen gewannen 1985 Weltmeisterschaftsbronze vor dem US-Achter. 1986 wechselte Doina Bălan in den Vierer mit Steuerfrau und gewann bei den Weltmeisterschaften in Nottingham ihren ersten Weltmeistertitel. 
Bei den Olympischen Spielen 1988 ruderte Bălan in zwei Bootsklassen: Im Vierer siegte die DDR vor China, der rumänische Vierer gewann die Bronzemedaille; im Achter erhielten die Rumäninnen die Silbermedaille hinter dem Achter aus der DDR. Bei den Weltmeisterschaften 1989 gewann sie zusammen mit Marioara Curelea die Silbermedaille im Zweier mit Steuerfrau hinter dem Boot aus der DDR, mit dem rumänischen Achter gewann sie den Titel.
Im Jahr darauf gewann sie, jetzt als Doina Șnep, bei den Weltmeisterschaften in Tasmanien ihren dritten und vierten Weltmeistertitel im Vierer ohne Steuerfrau und im Achter. Auch bei den Weltmeisterschaften 1991 trat Șnep in zwei Bootsklassen an, mit dem Achter gewann sie die Bronzemedaille, im ungesteuerten Vierer belegte sie den sechsten Platz. 1992 startete Doina Șnep zum dritten Mal bei Olympischen Spielen. Bei der Olympiaregatta vor Barcelona gewann sie ihre dritte Silbermedaille mit dem Achter, zusammen mit Doina Robu belegte sie mit dem ungesteuerten Zweier den siebten Platz.

## Medaillen
- Olympische Spiele
  - 1984: Silber im Achter
  - 1988: Silber im Achter und Bronze im Vierer
  - 1992: Silber im Achter
- Weltmeisterschaften
  - 1985: Bronze im Achter
  - 1986: Gold im Vierer
  - 1989: Gold im Achter und Silber im Zweier
  - 1990: Gold im Achter und Gold im Vierer
  - 1991: Bronze im Achter

## Familie
Doina ist verheiratet mit dem Ruderer Ioan Șnep. Ihre rudernde Schwester Anișoara Bălan-Dobre ist mit dem Ruderer Dănuț Dobre verheiratet.